# La Testaruda
La Testaruda är en ort i Mexiko.   Den ligger i kommunen Acapulco de Juárez och delstaten Guerrero, i den södra delen av landet, 290 km söder om huvudstaden Mexico City. La Testaruda ligger 28 meter över havet och antalet invånare är 261.
Terrängen runt La Testaruda är kuperad norrut, men söderut är den platt. Runt La Testaruda är det tätbefolkat, med 397 invånare per kvadratkilometer. Närmaste större samhälle är Acapulco, 11,5 km väster om La Testaruda. Omgivningarna runt La Testaruda är en mosaik av jordbruksmark och naturlig växtlighet.